# Resistenzialismo versus resistenza
Resistenzialismo versus resistenza è un libro di Giovanni Di Capua pubblicato nel 2005.
Tratta del cosiddetto resistenzialismo, cioè, secondo l'autore, della presentazione dei fatti ad uso e consumo esclusivo di una parte politica, senza tenere conto dei precedenti storici, come il fuoriuscitismo, e dell'apporto alla resistenza italiana di componenti diverse da quelle di matrice comunista; questa presentazione sarebbe dovuta al tentativo di congelare la storia ad un preciso momento storico e storiografico, impedendone ogni rilettura futura che verrebbe sistematicamente e spregiativamente bollata come revisionismo, con un uso del termine che non troverebbe riscontro reale nella lingua italiana.

## Il libro
Il libro è organizzato in 14 capitoli, nei quali inizialmente si analizzano gli organigrammi del CLN e del CLNAI, con una verifica puntuale dell'apporto delle varie componenti facenti capo ai partiti politici dell'epoca; viene dato anche spazio al fuoriuscitismo e a come abbia influenzato la guerra di Spagna tramite il suo apporto alle Brigate internazionali, e a come questi fuoriusciti si inquadreranno dopo l'8 settembre 1943 nella lotta di liberazione. Viene poi valutato il rapporto numerico tra resistenti dietro le linee dei nazifascisti e appartenenti alle forze armate del Regno del sud, e le operazioni alle quali parteciparono questi ultimi. Poi viene fatta una disamina degli attriti all'interno del movimento partigiano, in particolare a causa del tentativo comunista di controllare completamente il movimento senza dare spazio alle altre componenti; in questa parte trova posto la ricostruzione dell'eccidio di Porzus compiuto da partigiani di formazioni comuniste ai danni di partigiani badogliani ed azionisti. Infine altri episodi di uccisioni da parte di comunisti ai danni di altri partigiani in altre zone d'Italia, dal comasco alla Liguria e l'abbandono dell'ANPI da parte dei partigiani non comunisti a favore della Federazione Italiana Volontari della Libertà.

## Edizioni
- Giovanni Di Capua, Resistenzialismo versus resistenza, Rubbettino, 2005,  p. 178, ISBN 88-498-1197-7.